# Bradya simulans
Bradya simulans är en kräftdjursart som beskrevs av Georg Ossian Sars 1920. Bradya simulans ingår i släktet Bradya och familjen Ectinosomatidae. Inga underarter finns listade i Catalogue of Life.